# 夕佳山民居
夕佳山民居位于中国四川省江安县夕佳山镇坝上村，1991年4月16日公佈為四川省第三批文物保護單位，1996年11月20日列為第四批全國重點文物保護單位。这里也是国家4A级旅游景区。
夕佳山民居始建于明万历四十年（1612年），后世屡有增建和修缮。占地面积约7万平方米，建筑面积约1万平方米，共有房屋123间，均为穿斗式木结构，多为悬山顶，前后共三进，旁有花园。